# Beijing Union Pharmaceutical Factory
Beijing Union Pharmaceutical Factory (BUPF) — китайський виробник фармацевтичних препаратів. Фабрика створена в 1958.
Фабрика має пов'язана з Інститутом Матеріа Медика Китайської академії медичних наук. Фабрика є високотехнологічним фармацевтичним виробником, що поєднує науково-дослідні і дослідно-конструкторські роботи, виробництво і маркетинг. На фабриці зайнято більш ніж 300 працівників. Річний обсяг продажів становить понад 200 млн юанів.
Фабрика розташована в місті-супутнику Дасін. Має різні виробничі лінії, які включають виробництво таблеток, капсул, крупинок, мазей, що охоплюють протиракові препарати, ліки для боротьби з гепатитом, серцево-судинні препарати, травні препарати. У 2001 році всі вони отримали національні сертифікати GMP.
BUPF продає ліки як у Китаї, так і експортує їх в країни Південно-Східної Азії, Близького Сходу, Східної Європи, а також африканських країн. Щорічна експортна виручка від реалізації готової продукції перевищує десять мільйонів юанів.